# Duck and Cover
Duck and Cover és un curtmetratge documental realitzat el 1951 als Estats Units que mostra amb el personatge animat d'una tortuga anomenada Bert com protegir-se d'una explosió nuclear. Va ser estrenat al gener de 1952.